# Braćevac
Braćevac (cyr. Браћевац) – wieś w Serbii, w okręgu borskim, w gminie Negotin. W 2011 roku liczyła 335 mieszkańców.